# 骨法 (格闘技)
骨法（こっぽう）とは、当身技を主体とする徒手武術のこととされる。ただし日本武術の中に、隠し武器術である「骨法」（「強法」とも呼ばれる）や、柔術の一部ではない「骨法」という名称の独立した徒手格闘術が存在していたと主張するのは堀辺正史の系統のみである。

## 伝承について
大きく2つの伝承に分類される。

### 中国起源説1
堀辺正史の系統以外の骨法の流派（玉虎流、虎倒流、古代骨法体術源流天心流など）は、中国武術が起源であるとしており、骨法が柔術等の日本の伝統徒手武術の異称のひとつであることも否定していない。日本固有説を唱える堀辺正史（後述）は、著書『喧嘩芸骨法』の中で、「骨法が唐の僧・鑑真から学んだ中国拳法であるという説は、藤原仲麻呂によってでっち上げられた」としている。また、堀辺は著書で堀辺家には藤原仲麻呂と志賀清林を同一人物と伝える口伝があったと記している（ただし、この口伝については、堀辺自身が著書で「この二人が同一人物であったとは考えられない」と記している）。

### 中国起源説2
中国の姚玉虎から始まり、張武勝が日本に伝えた。

### 日本固有説
これは現時点では堀辺正史の系統のみの主張である。堀辺によると、骨法は柔術等の日本の伝統徒手武術と全く異なる武術としている。堀辺は、骨法は奈良時代の武人、大伴古麻呂より伝わる日本独自の拳法としている。
野見宿禰と当麻蹴速の対決が、現在の相撲と違い、激しい蹴り合いであったことを、古代より日本に拳法が存在した証拠とし、ここから相撲の起源であるとしている。奈良時代の神亀3年に志賀清林によって「突く・殴る・蹴る」の三手が禁じ手にされたといわれ、一般的には古代の相撲の異称とされる「手乞」は禁じ手制定以前の、この武術の呼称であるとしている。純粋な武術を「手乞」・武術を応用した医療行為が「骨法」とする主張もある。
また、藤原宗忠の日記である『中右記』に「相撲が強いと言われているが、もっと骨法を身に付けなければ……」との意味の文章で源義家の家臣・大宅光房に対する批評を書いているが、これは「相撲が強いと言われているが、もっと基本を身に付けなければ……」と解釈されていたが、堀辺はこの記述を骨法という武術の存在を証明するものと主張している。
その後、源義光（源義家の弟）が衰退していた骨法を復興し、彼の子孫に一子相伝で継承され、現在に至るものとしている（堀辺家は源義光の末裔と称する）。骨法のうち堀辺家伝のものは司家骨法と称したとする。
堀辺は伝承された技をより実戦的に改良し、自ら流派の創始者を名乗っている。最初、家伝の武術の名称を「換骨術」としており、一時期大東流合気柔術の佐川道場に身を置いていたが、佐川道場門人だった吉丸貞雄と一緒に独立した後に「換骨拳」と改称し、さらにその後に「骨法」に改称している。
堀辺によると、大伴古麻呂は「徹し」（とおし）とよばれる秘技を用いたという。これは中国拳法の浸透勁に似たものとされるが、古麻呂以後失伝しており、堀辺正史が現代に甦らせたと主張している。

## 骨法と称する他流派について
堀辺正史とは無関係のものを含む。
- 古代骨法体術源流天心流
- 九鬼神伝流
- 神道殺活流
- 無刀骨法流（むとうこっぽうりゅう） - 戦国時代の秋元則正（あきもと のりまさ）を流祖とする骨法術の流派。
- 虎倒流（ことうりゅう） - 戦国時代に玉虎流骨指術から分流した骨法術の流派であり、安土桃山時代の戸田左京一心斎が流祖とされる。
- 義鑑流
- 雲隠流
- 玉心流
- 出雲流
- 武風流（ぶふうりゅう） - 虎倒流骨法術から派生した昭和に開いた骨法の一流派である。骨法・柔術・棒術などを含む。流祖は神道天心流を学んだ竹内信義（たけうち のぶよし）とされる。
- 武田流
- 玉虎流（ぎょっこりゅう） - 安土桃山時代に戸田左京一心斎が、坂上太郎国重が創始した指頭術に古伝の骨法を加えて創始した徒手武術である。内容的には総合武術である。
- 小川流
- 竹内流 - 技の一つに、「屏風倒し」という逆回し蹴りに似た技がある。
- 讃岐流
- 水府流
- 備前流